# Cmentarz żydowski w Siedlcach (ul. Szkolna)
Cmentarz żydowski w Siedlcach przy ul. Szkolnej – powstał w XIX wieku. Miał powierzchnię ok. 3 ha. Jest ogrodzony ceglanym murem. Zachowało się około 1000 nagrobków. Najstarsza zachowana macewa pochodzi z 1855. W 1988 cmentarz był gruntownie porządkowany. Na terenie cmentarza znajdują się masowe mogiły Żydów zabitych przez Niemców w czasie okupacji, których zwłoki zostały przeniesione na cmentarz po zakończeniu wojny. 